# Alopecosa osa
Alopecosa osa là một loài nhện trong họ Lycosidae.
Loài này thuộc chi Alopecosa. Alopecosa osa được Yuri M. Marusik, Heikki Hippa & Koponen miêu tả năm 1996.